# Extensão abeliana
Em álgebra abstrata, uma extensão abeliana é uma extensão de Galois na qual o grupo de Galois é abeliano. Quando o grupo de Galois é um grupo cíclico, tem-se uma extensão cíclica.
Qualquer extensão finita de um corpo finito é uma extensão cíclica. O desenvolvimento da teoria dos corpos de classes foi provido de detalhada informação sobre extensões abelianas de corpos numéricos, corpos de funções de curvas algébricas sobre corpos finitos, e corpos locais.
Existem dois conceitos ligeiramente diferentes de extensões ciclotômicas: podem significar que cada uma destas extensões seja formada por raízes da unidade adjacentes, ou subextensões de tais extensões. Os corpos ciclotômicos são exemplos. Qualquer extensão ciclotômica (para cada definição) é abeliana.
Se um corpo K contém uma raiz da unidade n-ésima primitiva e a n-ésimo raiz de um elemento de K é adjunto, o resultado assim chamado extensão de Kummer é uma extensão abeliana (se K tem característica p nós diríamos que p não divide n, desde que de outra maneira este pode mesmo não é uma extensão separável). Em geral, entretanto, os grupos de Galois de raízes n-ésimas de elementos opere ambos nas raízes n-ésimas e sobre as raízes da unidade, dando um grupo de Galois não abeliano como produto semidireto. A teoria de Kummer dá uma completa descrição do caso da extensão abeliana, e o teorema de Kronecker-Weber nos diz que se K é o corpo dos números racionais, e a extensão é abeliana se e somente se é um subcorpo de um corpo obtido por adjunção à raiz da unidade.
Há uma importante analogia com o grupo fundamental em topologia, a qual classifica todas as superfícies de cobertura de um espaço: coberturas abelianas são classificadas pela sua abelianisação a qual relaciona-se diretamente ao primeiro grupo de homologia.